# Jurij Panczenko
Jurij Petrowycz Panczenko (ukr. Юрій Петрович Панченко; ur. 5 lutego 1959 w Kijowie) – radziecki siatkarz. Dwukrotny medalista olimpijski.
W reprezentacji Związku Radzieckiego grał w latach 1979–1988. Oprócz dwóch medali igrzysk olimpijskich - złota w 1980 i srebra w 1988 - sięgnął po dwa medale mistrzostw świata (złoto w 1982, srebro w 1986) i pięciokrotnie zostawał mistrzem Europy (1979, 1981, 1983, 1985, 1987). Grał w Lokomotiwie z rodzinnego miasta, od 1980 był zawodnikiem CSKA, w barwach moskiewskiego klubu dziewięć razy zdobywał tytuł mistrza Związku Radzieckiego (1980, 1981, 1982, 1983, 1985, 1986, 1987, 1988, 1989). W 1982, 1983, 1986, 1987, 1988 i 1989 zdobywał Puchar Europy. W 1989 wyjechał do Włoch i grał w klubach Conad Ravenna (1989–1990) oraz Moka Rica Forlì (1991–1994).